# Спосіб ліквідації зависань гірських порід за допомогою динамо-реактивних снарядів
Спосіб ліквідації зависань гірської породи у гірничій виробці за допомогою динамо-реактивних снарядів — спосіб, технічне рішення, за яким для доставки вибухової речовини (BB) до місця утворення зависання використовують спеціальний пневматичний пристрій, який працює за принципом динамо-реактивних снарядів.
Порядок ліквідації зависань породи полягає в складанні гранатомета спеціально навченим підривником безпосередньо перед роботою, розміщенні його у гірничій виробці з зависанням і подальшій стрільбі по зависанню габаритних і негабаритних шматків, а також по злежаній дрібногрудковій руді.
Динамо-реактивний снаряд (рос. динамо-реактивный снаряд, англ. jet-projectile) — заряд, призначений для ліквідації зависань породи у рудоспусках і козирків на бортах кар'єрів.